# Ocean Shores (Washington)
Ocean Shores est une ville américaine située dans le comté de Grays Harbor, dans l'État de Washington. Selon le recensement de 2020, sa population est de 6 715 habitants.